# Группа НЛМК
Группа НЛМК (НЛМК) — международная сталелитейная компания с активами в России, США и странах Европы. Основной актив Группы — Новолипецкий металлургический комбинат. Компания состоит из трёх дивизионов: НЛМК-Россия, НЛМК-Европа и НЛМК-США.

## История

### Хроника
- 1993 — прошла приватизация «Новолипецкого металлургического комбината».
- 1997 — приобретено ОАО «Доломит» (добыча и обработка доломита)
- 1999 — приобретено ОАО «Стагдок» (добыча и обработка флюсового известняка)
- 2004 — приобретено 97 % ОАО «Стойленский ГОК», третьего по объёму добычи производителя железной руды в России
- 2006 — приобретены датское сталепрокатное предприятие DanSteel A/S и второй по величине российский производитель электротехнической стали ООО «ВИЗ-Сталь»
- 2011 — приобретение сервисного центра в Индии

### Слияния и поглощения
13 августа 2008 года было объявлено о том, что руководство НЛМК договорилось о приобретении 100 % акций крупнейшего американского независимого производителя труб John Maneely Company (JMC) у его основных акционеров — Carlyle Group и семьи Зекельманза. В JMC входят 11 предприятий, расположенные в пяти штатах США и в Канаде, выпускающие более 3 млн тонн труб в год. Сумма сделки, которая должна была быть завершена в четвёртом квартале 2008 года, составляла $3,53 млрд. Однако в октябре 2008 года руководство НЛМК приняло решение об отказе от сделки по такой цене, обусловив это экономическим кризисом. В ответ на это продавец компании подал на НЛМК в суд, требуя принудительного исполнения сделки. В начале марта 2009 года по поводу этой сделки было подписано мировое соглашение, в соответствии с которым НЛМК должен будет выплатить Carlyle компенсацию за отказ от сделки в $234 млн.
4 сентября 2008 года ОАО «НЛМК» объявило о договорённости с акционерами компании Beta Steel о приобретении активов по производству горячекатаного проката за $400 млн Закрытие сделки ожидалось в четвёртом квартале 2008 года после одобрения регулирующими органами США.
21 апреля 2011 года ОАО НЛМК объявил о приобретении контроля над 100 % активов Duferco Group. Сумма приобретения составила около $600 млн Приобретено в общей сложности 7 прокатных активов в Западной Европе и США с общей прокатной мощностью более 5,5 млн тонн в год. Также в 2011 году НЛМК приобрёл группу компаний National Laminations — сервисный центр в Индии, специализирующийся на порезке и дистрибуции электротехнической трансформаторной стали.
В 2015 году Группа НЛМК и бельгийская государственная компания SOGEPA (Societe Wallonne de Gestion et de Participations S.A.) договорились об изменениях в структуре владения и управления NLMK Belgium Holdings (NBH). По новому соглашению SOGEPA увеличила долю в NBH с 20,5% до 49%. Холдинг NBH включает предприятия NLMK La Louvière, NLMK Strasbourg, NLMK Coating, NLMK Jemappes Steel Center, NLMK Manage Steel Center, NLMK Profil Batiment, NLMK Verona, NLMK Clabecq.

## Собственники
По состоянию на конец 2020 года 79,3 % акций находилось под контролем компании Fletcher Group Holdings Limited (Кипр), связанной с председателем совета директоров Владимиром Лисиным, 20,7 % акций — в свободном обращении.
Капитализация на Лондонской фондовой бирже на апрель 2014 года — 259,45 млрд рублей.

## Руководство
Президенты
- 2004-2005 — Иван Франценюк;
- 2005-2012 — Алексей Лапшин;
- 2012-2018 — Олег Багрин[13];
- 2018-2024 — Григорий Федоришин;
- 2024 по н.в. — Сергей Каратаев[14].

## Деятельность
НЛМК производит чугун, слябы, холоднокатаную, горячекатаную, оцинкованную, динамную, трансформаторную сталь и сталь с полимерным покрытием. НЛМК выпускает около 21 % от всего российского производства стали, 21 % — проката, 55 % проката с полимерным покрытием. НЛМК потребляет ежегодно порядка 14 млн тонн железорудного сырья. 80 % поставок обеспечивает Стойленский ГОК — третий по величине производитель ЖРС в России. Также НЛМК ежегодно потребляет порядка 5,5 млн тонн коксующегося угля.

### Активы
Под контролем НЛМК находятся металлургические и сырьевые активы. Металлургические активы:
- Новолипецкий металлургический комбинат — основная производственная площадка Группы НЛМК. Производство чугуна и кокса, стальных заготовок (слябов), горячекатаного, холоднокатаного, оцинкованного проката, проката с покрытиями, динамной и трансформаторной стали.
- ООО «ВИЗ-Сталь» — производитель электротехнических сталей (Екатеринбург).
- DanSteel A/S — датская металлопрокатная компания.
- NLMK Indiana Портедж[англ.], Индиана (США) Сталеплавильная и металлопрокатная компания.
- NLMK Sharon Coating Шарон[англ.], Пенсильвания (США) металлопрокатная компания.
- NLMK Pennsylvania Фаррелл, Пенсильвания(США) металлопрокатная компания.
- NLMK Verona Верона (Италия) металлопрокатная компания.
- NLMK Strasbourg Страсбург (Франция) металлопрокатная компания.
- NLMK La Loviere Ла-Лувьер (Бельгия) металлопрокатная компания.
- NLMK Clabecq Итр (Бельгия) металлопрокатная компания.
- «Макси-групп» — производитель сортового проката и метизов (50 % + 1 акция российской металлургической компании приобретены в конце 2007 года за $600 млн)[16].
- Открытое акционерное общество «Нижнесергинский метизно-металлургический завод» (ОАО «НСММЗ») в городе Ревда Свердловской области.

Сырьевые активы:
- ОАО «Алтай-кокс»
- ОАО «Стойленский горно-обогатительный комбинат» (ОАО «Стойленский ГОК»)
- ОАО «Доломит»
- ОАО «Студеновская акционерная горнодобывающая компания» (ОАО «Стагдок»).

### Показатели деятельности
Численность персонала группы компаний НЛМК в 2017 году — 54 000 человек. Выручка компании по US GAAP в 2013 году составила $10,909 млрд, чистая прибыль — $189 млн. EBITDA — $2,28 млрд (-3 %). Производство стали в 2013 году выросло на 3 % до 15,429 млн тонн. Выпуск стали в сортовом сегменте вырос на 24 % до 2,232 млн тонн.
В 2019 году группа компаний произвела 15,61 млн т стали, заняв таким образом 21-е место в мире по объёмам производства.

### Торговые марки
Компания использует торговые марки НЛМК (NLMK), «Novolipetsk steel», «Стинол» (Stinol) — «сталь из Новолипецкого», используется только для экспортных контрактов, с 1993 до начала 2000 года под брендом Stinol выпускались также бытовые холодильники.